# Géza Toldi
Géza Toldi ou também Géza Tunigold (Budapeste, Áustria-Hungria, 11 de fevereiro de 1909 - Budapeste, 16 de agosto de 1985) foi um futebolista e treinador húngaro.

## Carreira

### Ferencvaros
Toldi começou sua carreira no Feréncvaros na temporada 1927-28.na época, o técnico István Tóth-Potya montou um time forte com jogadores jovens, como Vilmos Kohut e Márton Bukovi, que conseguiu seu terceiro título do campeonato húngaro seguido, e a Copa da Hungria nas duas temporadas seguintes. Toldi conseguiu estabelecer seu lugar no time titular até 1939,com György Sárosi e Toldi no time, o Ferencváros conquistou mais três Campeonatos Húngaros, uma Mitropa Cup e três Copas da Hungria. Na temporada 1933-31, Toldi foi o artilheiro do campeonato com 27 gols.

### Gammma FC, Szegedi e Zugloi
Em 1939, ele foi para o Gamma FC, onde ele passou uma temporada antes de ir para o Szegédi AK, clube no qual ficou até 1942,antes de voltar para o Ferencváros e terminar sua carreira no Zuglói MADISZ em 1946.

## Seleção Nacional
Toldi fez parte do elenco da Seleção Húngara de Futebol das Copas do Mundo de 1934 e 1938. Ele fez quatro partidas em copas e três gols, esteve presente na derrota para a Itália por 4-2.

### Como Treinador
Seu primeiro clube como técnico foi o Vasa IFK, na Finlândia onde ele levou o clube à conquista do campeonato nacional. Em 1950, foi para o Odense Boldklub da Dinamarca, onde ficou até 1954, quando foi para o Aarhus GF. Em 1957, passou a ser o técnico da Seleção Belga de Futebol, onde só ficou sete meses no cargo,antes de ir para o K.Berchem Sport.

## Ligações Externas
- Perfil em Fifa.com (em inglês)